# Hyphoporus caliginosus
Hyphoporus caliginosus är en skalbaggsart som beskrevs av Régimbart 1899. Hyphoporus caliginosus ingår i släktet Hyphoporus och familjen dykare. Inga underarter finns listade i Catalogue of Life.